# Marcus Gomis
Pour les articles homonymes, voir Gomis.
Marcus Gomis, né le 28 février 2000 à Évreux, est un joueur français de basket-ball. Il évolue au poste de meneur.

## Biographie
Fils de l'international français Joseph Gomis, Marcus Gomis commence le basket-ball à 9 ans en Espagne à Malaga où son père est alors joueur. Après avoir fréquenté les pôles espoir de Haute-Vienne et d'Île-de-France, il poursuit sa formation aux États-Unis en lycée en Californie puis en Floride. Gomis revient en France en 2018 et rejoint le centre de formation de l'ASVEL sur les conseils de son père. Alexandre Ménard, entraîneur du Rouen Métropole Basket, le remarque lors du camp LNB en 2020 et le convainc de rejoindre la formation normande pour son premier contrat professionnel. En 2022, et après une saison cauchemar qui voit la relégation de Rouen en Nationale 1, Marcus Gomis rebondit en première division en signant au Mans Sarthe Basket,.
Le 5 juin 2023, il retrouve la Pro B en signant un contrat d'une saison avec le club d'Orléans Loiret Basket.

## Sélection nationale
À l'été 2022, il est sélectionné en équipe de France de basket 3×3 pour les Jeux méditerranéens d'Oran. Il remporte la médaille d'or aux côtés d'Arthur Bruyas, Léopold Delaunay et Lorenzo Thirouard-Samson.

## Clubs successifs
- 2020-2022 :  Rouen MB (Pro B)
- 2022-2023 :  Le Mans SB (Betclic Élite)
- 2023-2024 :  Orléans LB (Pro B)
- Depuis 2024 :  AS Alsace (Pro B)

## Palmarès
- Médaille d'or aux Jeux méditerranéens de 2022 en basket-ball 3x3